# Вест-Пуенте (Каліфорнія)
Вест-Пуенте (англ. West Puente Valley) — переписна місцевість (CDP) в США, в окрузі Лос-Анджелес штату Каліфорнія. Населення — 22 959 осіб (2020).

## Географія
Вест-Пуенте розташований за координатами 34°3′2″ пн. ш. 117°58′7″ зх. д. / 34.05056° пн. ш. 117.96861° зх. д. (34.050645, -117.968632).  За даними Бюро перепису населення США в 2010 році переписна місцевість мала площу 4,56 км², з яких 4,56 км² — суходіл та 0,00 км² — водойми. В 2017 році площа становила 4,84 км², з яких 4,84 км² — суходіл та 0,00 км² — водойми.

## Демографія
Згідно з переписом 2010 року, у переписній місцевості мешкало 22 636 осіб у 4788 домогосподарствах у складі 4243 родин. Густота населення становила 4960 осіб/км².  Було 4898 помешкань (1073/км²).
Расовий склад населення:
| - 50,3 % — білих - 7,3 % — азіатів - 2,1 % — чорних або афроамериканців - 1,1 % — корінних американців - 0,1 % — вихідців з тихоокеанських островів - 35,1 % — осіб інших рас |

До двох чи більше рас належало 4,0 %. Частка іспаномовних становила 85,5 % від усіх жителів.
За віковим діапазоном населення розподілялося таким чином: 27,9 % — особи молодші 18 років, 61,1 % — особи у віці 18—64 років, 11,0 % — особи у віці 65 років та старші. Медіана віку мешканця становила 32,6 року. На 100 осіб жіночої статі у переписній місцевості припадало 97,0 чоловіків;  на 100 жінок у віці від 18 років та старших — 97,0 чоловіків також старших 18 років.
Середній дохід на одне домашнє господарство  становив 73 530 доларів США (медіана — 64 726), а середній дохід на одну сім'ю — 76 988 доларів (медіана — 67 466). Медіана доходів становила 35 435 доларів для чоловіків та 31 861 долар для жінок. За межею бідності перебувало 8,6 % осіб, у тому числі 11,2 % дітей у віці до 18 років та 10,5 % осіб у віці 65 років та старших.
Цивільне працевлаштоване населення становило 10 266 осіб. Основні галузі зайнятості: освіта, охорона здоров'я та соціальна допомога — 17,5 %, виробництво — 17,1 %, роздрібна торгівля — 11,5 %, мистецтво, розваги та відпочинок — 8,3 %.